# Herbert Feigl
Herbert Feigl (Liberec, 14 de diciembre de 1902 - Minnesota, 1 de junio de 1988) fue un filósofo austriaco miembro del Círculo de Viena. 

## Biografía
Hijo de una tejedora, Feigl nace en Liberec (Bohemia), y se matrícula en la Universidad de Viena en 1922. Estudia Físicas y Filosofía con Moritz Schlick, fundador del Círculo de Viena, y se doctora en 1927 con su ensayo Azar y Ley: un Análisis Epistemológico sobre las Reglas de la Probabilidad e Inducción en las Ciencias Naturales, publicando su primer libro (Teoría y Experiencia en Físicas), en 1929. Durante esta época se convierte en un miembro activo del Círculo de Viena, siendo uno de los pocos miembros de este movimiento (junto con Schlick y Friedrich Waismann), que pudo conversar varias veces con Ludwig Wittgenstein y Karl Popper.
En 1930, gracias a una Beca Internacional del Rockefeller en la Universidad Harvard, Feigl conoce al físico Percy Williams Bridgman, al filósofo Willard van Orman Quine y al psicólogo Stanley Smith Stevens, considerándolos a todos su alma gemela. En un texto de 1931 escrito con Albert Blumberg y titulado Positivismo lógico: un nuevo movimiento europeo, expone que el Positivismo lógico debería denominarse Empirismo lógico basándose en las diferencias existentes entre la Filosofía de la Ciencia contemporánea y el antiguo Positivismo.
En 1931 contrae matrimonio con María Kaspar y juntos emigran a los Estados Unidos, asentándose en Iowa para que Feigl trabaje en el departamento de Filosofía de la universidad de este mismo estado. Su hijo, Eric Otto, nace en 1933. En 1940 Feigl acepta un puesto como profesor de Filosofía en la Universidad de Minnesota, posición en la que permanece 31 años y en la que fundó el Centro de Filosofía de la Ciencia. Su relación profesional y personal con Wilfrid Sellars produce múltiples proyectos en colaboración, incluyendo el libro de texto Lecturas sobre el Análisis Filosófico y el periódico Estudios Filosóficos, que junto con Sellars funda en 1949. En 1953, con una beca de la Fundación Hill, funda el Centro de Minnesota para la Filosofía de la Ciencia, y en 1967 se le designa Profesor Regente de la universidad de este mismo Estado.
Feigl creía que el empirismo era la única filosofía adecuada para la ciencia experimental, y aunque se convierte en filósofo en lugar de químico, nunca pierde la perspectiva ni el sentido común de un científico práctico. Él fue, en sentido paradigmático, un filósofo de la ciencia. Se retira en 1971 y muere de cáncer el 1 de junio de 1988 en Minnesota.